# Serra de Monsanto
A Serra de Monsanto é uma elevação de Portugal Continental, com 227 metros de altitude máxima. Situa-se no concelho de Lisboa, distrito de Lisboa e é ocupada em grande parte pelo Parque Florestal de Monsanto.
Os limites da serra são, a sul o estuário do rio Tejo, a oeste a ribeira de Algés e a norte e a leste a ribeira de Alcântara.
A serra é uma das unidades geomorfológicas mais bem definidas do concelho de Lisboa, apresentando a forma de um cone truncado, pois é culminada por uma zona aplanada. O perfil geológico revela a presença de calcários e basaltos.
Há cerca de 70 milhões de anos, com o choque entre a placa Ibérica e a placa Euroasiática, verificou-se a emersão de calcários do Cretácico e Jurássico formados em fundos marinhos e um longo período de actividade vulcânica de que resultam escoadas basáticas e piroclastos.